# اوی‌ساند
اوی‌ساند (به انگلیسی: Uyeasound) یک روستا در بریتانیا است که در شتلند واقع شده‌است.